# Cravo-da-índia
Syzygium aromaticum, comummente conhecido cravo-da-índia, é uma árvore de folha perene, da família das Mirtáceas.
É nativa das ilhas Molucas e Nova Guiné, se bem que, presentemente, é cultivada noutras regiões do mundo, designadamente nas ilhas de Madagáscar e de Granada.

## Nomes comuns
Além de «cravo-da-índia-», dá ainda pelos seguintes nomes comuns: cravinho-da-índia; craveiro-da-índia, cravoária, girofle  e cravo-da-índia-aromático.

## Descrição
Esta árvore prefere bosques paleotropicais húmidos e floresce por torno dos meses de maio e junho.
Tem flores de coloração rosada  ou avermelhadas, cujo botão, que dá pelo nome de girofle, uma vez seco, escurece, adquirindo um  travo acre e picante. Os girofles secos são empregados na culinária, tendo sido utilizados como especiaria desde a antiguidade; na perfumaria; e na farmacologia, para preparação de medicamentos.
Conta, ainda, com drupas de tonalidade escura.
O seu óleo (eugenol) tem propriedades antissépticas, sendo bastante usado em odontologia.
Uma das especiarias mais valorizadas, no mercado do início do século XVI um quilo de cravo-da-índia equivalia a sete gramas de ouro.

## Usos

### Culinária
A flor do craveiro é usada como tempero desde a antiguidade: era uma das mercadorias, entre as especiarias da Índia, que motivaram inúmeras viagens de navegadores europeus para o continente asiático. Na China, os cravinhos-da-índia eram usados não só como condimento, mas também como antisséptico bucal: qualquer um com audiência com o imperador precisava de mascar cravinhos-da-índia para prevenir o mau hálito. Viajantes das Arábias já vendiam cravinhos-da-índia na Europa ainda no Império Romano.
O principal motivo de o cravinhos-da-índia ser usado em doces deve-se à sua ação repelente contra as formigas. Esta prática ainda é comum em certos locais onde, devido à grande quantidade de formigas, depositam-se cravinhos-da-índia nos açucareiros a fim de repelir esses insetos.

## Consumo
Os principais consumidores de cravinhos-da-índia, no mundo, são os habitantes da Indonésia, responsável pelo consumo de mais de 50% da produção mundial. O principal uso desta planta não é, contudo, na cozinha e sim na confecção de cigarros aromatizados com cravinhos-da-índia, aí extremamente populares, a ponto de se afirmar que todo o país, em virtude deste hábito, parece estar odorizado com o suave e característico aroma dos cravinhos-da-índia.

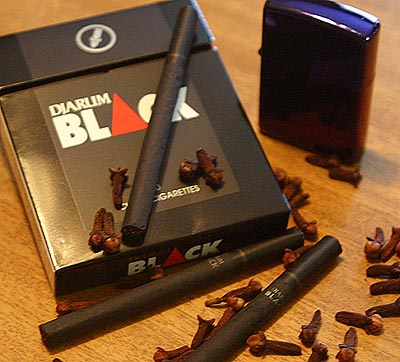
Kretek, cigarro de cravo-da-índia

### Medicina
- O conteúdo total de óleo em cravinhos-da-índia (de boa qualidade) chega a 15%. O óleo é constituído, basicamente, por eugenol (70 a 80%), acetato de eugenol (15%) e beta-cariofileno (5 a 12%).
- Este óleo é usado como matéria-prima na indústria farmacêutica, cosmética e odontológica.
- Os cravinhos-da-índia têm sido utilizado, há mais de 2000 anos, como uma planta medicinal. Os chineses acreditavam em seu poder afrodisíaco. O óleo de cravo-da-índia é um potente antisséptico. Seus efeitos medicinais compreendem o tratamento de náuseas, flatulências, indigestão, diarreia, têm propriedades bactericidas, e são também usados como anestésico e antisséptico para o alívio de dores de dente. O Professor Gary Elmer, Ph. D. do departamento de Medicinal Chemistry da University of Washington School of Pharmacy, em Seattle, salienta que "o eugenol realmente mata vírus e bactérias".

O cravinho é usado na medicina ayurvédica indiana, a medicina chinesa e fitoterapia ocidental e odontologia, onde o óleo essencial é usado como um anódino (analgésico) para emergências odontológicas. Os cravinhos-da-índia são usados como um carminativo, para aumentar o ácido clorídrico no estômago e para melhorar o peristaltismo. Cravinho também afirmou ser um vermífugo natural. O óleo essencial é utilizado na aromaterapia, quando a estimulação e o aquecimento são necessários, principalmente para problemas digestivos. A aplicação tópica sobre o estômago ou no abdómen são ditas para aquecer o aparelho digestivo. Crê-se que também ajuda a diminuir a infecção nos dentes devido às suas propriedades antissépticas. Óleo de cravo-da-índia, aplicado a uma cavidade de um dente cariado, também alivia a dor de dentes.
Na medicina chinesa ou xiang ding, o cravinho é considerados acre, quente e aromático, entrando no rim, baço, estômago e meridianos, e é notável na sua capacidade de aquecer o meio, qi estômago direto para baixo, para tratar soluços e fortalecer o yang do rim. Como a erva é tão aquecimento é contra-indicado em qualquer pessoa com sintomas de fogo e de acordo com fontes clássicas não deve ser utilizado para nada além de frio de deficiência de yang. Como tal, é usada em fórmulas para impotência ou corrimento vaginal resulta da deficiência de yang, a doença da manhã, juntamente com ginseng e patchouli, ou por vómitos e diarreia devido ao baço e estômago frio. Isto se traduziria em hipocloridria. O óleo de cravo-da-índia é usado em várias desordens da pele, como acne, espinhas, etc. É também utilizado em queimaduras, irritações na pele e para reduzir a sensibilidade da pele.
Dentes de cravinho podem ser usados internamente como um chá e topicamente como um óleo para os músculos hipotônicos, incluindo esclerose múltipla.[carece de fontes?] Este também é encontrada em medicina tibetana.
Alguns recomendam que se evite mais do que o uso ocasional de cravo-da-índia internamente na presença de inflamação, tais como pitta é encontrado em chamas aguda das doenças auto-imunes.
Na África Ocidental, o uso Yorubas dentes de infusão em água como um tratamento para distúrbios do estômago vômitos e diarreia. A infusão é chamado Ogun Jedi-jedi.
Estudos ocidentais têm apoiado o uso de dentes e óleo de cravo-da-índia para dor de dente. No entanto, estudos para determinar sua eficácia para a redução da febre, como um repelente contra mosquitos e evitar a ejaculação precoce foram inconclusivos. O cravinho pode reduzir os níveis de açúcar no sangue.
Tellimagrandin II é um tanino elágico encontrada em S. aromaticum com propriedades anti-herpesvírus.
Os botões têm propriedades antioxidantes.

## Compostos ativos
O eugenol compreende 72-90% do óleo essencial extraído do cravo-da-índia, e é o principal composto responsável pelo aroma do cravo-da-índia. Outros importantes componentes do óleo essencial de óleo de cravo-da-índia incluem acetil eugenol, beta-cariofileno e vanilina, ácido cratególico, taninos como a bicornina, ácido galotânico, salicilato de metila (analgésico), os flavonóides eugenina, canferol, ramnetina e eugenitina; triterpenóides como ácido oleanólico, estigmasterol e campesterol e sesquiterpenos diversos.
O eugenol apresenta propriedades antissépticas e anestésicas. Dos botões secos, extrai-se 15-20 por cento  de óleo essencial, e a maior parte dele é o eugenol. Um kg (2,2 lbs) de brotos secos rende aproximadamente 150 ml de eugenol.